# Cymothoe
Cymothoe — рід денних метеликів родини сонцевиків (Nymphalidae).

## Поширення
Представники роду поширені в тропічній Африці, переважно в Гвінейських лісах Західної Африки та Конголезьких лісах.

## Опис
Це метелики від середнього до великого розміру (розмах крил 40-70 мм), часто досить барвисті. Види цього роду демонструють ряд різних кольорів і візерунків. Серед найпримітніших можна виділити кілька видів, у яких верх однотонного кольору яскраво-червоного або оранжевого кольору. Інша група переважно блідо-жовта; інші насичено-вохристо-жовті та шоколадно-коричневі або чисті білі.
Ці метелики виявляють статевий диморфізм. Особи також можуть відрізнятися в межах виду, особливо самиці. Самиці Cymothoe caenis, наприклад, настільки різноманітні, що описано 20 різних форм цього виду на основі їхніх відмінностей.

## Спосіб життя
Личинки живляться на різних чагарниках і деревах. Зареєстровані роди господарів включають Rawsonia та Kiggelaria (Achariaceae), Fernandoa та Kigelia (Bignoniaceae), Vismia (Hypericaceae), Dovyalis (Salicaceae) та Rinorea (Violaceae). Дорослі особини проводять більшу частину часу в кронах дерев, але також шукають освітлені сонцем місця між деревами та харчуються гнилою рослинністю на лісовій підстилці.

## Види
Описано 75 видів
- The oemilius species group
  - Cymothoe oemilius (Doumet, 1859)
- The hyarbita species group
  - Cymothoe hyarbita (Hewitson, [1866])
  - Cymothoe reinholdi (Plötz, 1880)
- The lucasi species group
  - Cymothoe egesta (Cramer, 1775)
  - Cymothoe lucasii (Doumet, 1859)
  - Cymothoe megaesta Staudinger, 1889
  - Cymothoe owassae Schultze, 1916
- Unknown species group
  - Cymothoe orphnina Karsch, 1894
- The lurida species group
  - Cymothoe colmanti Aurivillius, 1898
  - Cymothoe hypatha (Hewitson, 1866)
  - Cymothoe lurida (Butler, 1871)
- Unknown species group
  - Cymothoe cyclades (Ward, 1871)
  - Cymothoe fontainei Overlaet, 1952
  - Cymothoe heliada (Hewitson, 1874)
  - Cymothoe herminia Grose-Smith, 1887
  - Cymothoe hesiodina Schultze, 1908
  - Cymothoe hesiodotus Staudinger, 1889
  - Cymothoe howarthi Rydon, 1981
  - Cymothoe isiro Rydon, 1981
  - Cymothoe ochreata Grose-Smith, 1890
  - Cymothoe sassiana Schouteden, 1912
  - Cymothoe weymeri Suffert, 1904
- The fumana species group
  - Cymothoe fumana (Westwood, 1850)
  - Cymothoe haynae Dewitz, 1886
- Unknown species group
  - Cymothoe althea (Cramer, [1776])
  - Cymothoe amenides (Hewitson, 1874)
  - Cymothoe capella (Ward, 1871)
  - Cymothoe caprina Aurivillius, 1897
  - Cymothoe consanguis Aurivillius, 1896
  - Cymothoe coranus (Grose-Smith, 1889)
  - Cymothoe eris Aurivillius, 1896
- The caenis species group
  - Cymothoe alcimeda (Godart, [1824])
  - Cymothoe alticola Libert & Collins, 1997
  - Cymothoe caenis (Drury, [1773])
  - Cymothoe jodutta (Westwood, 1850)
  - Cymothoe teita van Someren, 1939
- Unknown species group
  - Cymothoe adela Staudinger, 1889
  - Cymothoe altisidora (Hewitson, 1869)
  - Cymothoe amaniensis Rydon, 1980
  - Cymothoe angulifascia Aurivillius, 1897
  - Cymothoe aubergeri Plantrou, 1977
  - Cymothoe aurivillii Staudinger, 1899
  - Cymothoe beckeri (Herrich-Schäffer, [1853])
  - Cymothoe collarti Overlaet, 1942
  - Cymothoe collinsi Rydon, 1980
  - Cymothoe cottrelli Rydon, 1980
  - Cymothoe dujardini Viette, 1971
  - Cymothoe indamora Hewitson, 1866
  - Cymothoe lambertoni Oberthür, 1923
  - Cymothoe magambae Rydon, 1980
  - Cymothoe melanjae Bethune-Baker, 1926
  - Cymothoe vumbui Bethune-Baker, 1926
  - Cymothoe zenkeri Richelmann, 1913
  - Cymothoe zombana Bethune-Baker, 1926
- The sangaris species group
  - Cymothoe anitorgis (Hewitson, 1874)
  - Cymothoe aramis (Hewitson, 1865)
  - Cymothoe coccinata (Hewitson, 1874)
  - Cymothoe euthalioides Kirby, 1889
  - Cymothoe harmilla (Hewitson, 1874)
  - Cymothoe hobarti Butler, 1900
  - Cymothoe magnus Joicey & Talbot, 1928
  - Cymothoe ogova (Plötz, 1880)
  - Cymothoe sangaris (Godart, 1824)
- Unknown species group
  - Cymothoe arcuata Overlaet, 1945
  - Cymothoe crocea Schultze, 1917
  - Cymothoe distincta Overlaet, 1944
  - Cymothoe excelsa Neustetter, 1912
  - Cymothoe haimodia (Grose-Smith, 1887)
  - Cymothoe hartigi Belcastro, 1990
  - Cymothoe mabillei Overlaet, 1944
  - Cymothoe meridionalis Overlaet, 1944
  - Cymothoe preussi Staudinger, 1889
  - Cymothoe radialis Gaede, 1916
  - Cymothoe rebeli Neustetter, 1912
  - Cymothoe reginaeelisabethae Holland, 1920